# Colubrina triflora
Colubrina triflora är en brakvedsväxtart som beskrevs av Adolphe-Théodore Brongniart. Colubrina triflora ingår i släktet Colubrina och familjen brakvedsväxter. Inga underarter finns listade i Catalogue of Life.